# Sobotište
Sobotište (in ungherese Ószombat) è un comune della Slovacchia facente parte del distretto di Senica, nella regione di Trnava.
Sobotište fu uno dei principali centri della minoranza degli habani, una minoranza religiosa che vi si stabilì nel 1546.
Il 16 giugno 1814 diede i natali al patriota Daniel Jaroslav Bórik. Il 2 agosto 1845 Samuel Jurkovič vi fondò il Circolo dei contadini, il primo esempio di cooperativa agricola in Europa.
Dal 1972 è sede di un osservatorio astronomico che ha dato il nome all'asteroide della fascia principale 26401 Sobotište.